# Teobaldo Depetrini
Teobaldo Depetrini (né le 12 mars 1913 à Verceil dans le Piémont et mort le 8 janvier 1996 à Turin) est un joueur de football professionnel italien qui évoluait au poste de milieu de terrain, avant de devenir entraîneur par la suite.

## Biographie

### Joueur
Natif du Piémont, Teobaldo Depetrini dit Baldino passe toute sa carrière dans des clubs piémontais de 1930 à 1951, en commençant à l'US Pro Vercelli.
En 1933, il rejoint le grand club de sa région natale de la Juventus, alors en pleine période de gloire du « Quinquennio d'oro ». Il y dispute son premier match le 21 janvier 1934 lors d'une victoire en Serie A 3-1 contre Alexandrie. En 16 années de carrière, il remporte en tout quatre titres et inscrit 10 buts en 388 rencontres.
Il termine enfin sa carrière au Torino FC (de 1949 à 1951), club rival de la Juve.
Il fait en tout 12 apparitions avec l'Italie de 1936 à 1946.

### Entraîneur
En 1949-50, il prend en charge pour seulement quelques matchs son club de toujours de la Juve, puis à nouveau en 1951-52.
Entre 1957 et 1958, Depetrini devient l'aide de l'entraîneur de la Vieille Dame Ljubiša Broćić, car ce dernier ne parlant que peu l'italien. 
Lors de la saison suivante, en Serie A 1958-1959, Broćić est limogé à la mi-saison à la suite d'un mauvais résultat en Coupe d'Europe, et c'est donc Depetrini qui prend le relais et guidera l'effectif par intérim jusqu'à la fin de la saison,. Il dirige son premier match sur le banc de la Juve le 23 novembre 1958 lors d'un match nul 1-1 contre l'AS Bari en Serie A. Lors de sa seule saison bianconera (où il dirige au total 32 matchs dont 18 victoires) en tant qu'entraîneur, il remporte la Coupe d'Italie 1958-1959.

## Palmarès
| Juventus - Championnat d'Italie (2) : - Champion : 1933-34 et 1934-35. - Vice-champion : 1937-38, 1945-46 et 1946-47. - Coupe d'Italie (2) : - Vainqueur : 1937-38 et 1941-42. |  | Juventus - Coupe d'Italie (1) : - Vainqueur : 1958-59. |